# Lijst van Tweede Kamerleden voor de PvdV
Een overzicht van alle voormalige Tweede Kamerleden voor de Partij van de Vrijheid (PvdV).
| Tweede Kamerlid     | Begindatum    | Einddatum       |
| ------------------- | ------------- | --------------- |
| S.E.B. Bierema      | 14 maart 1946 | 27 januari 1948 |
| A. Fortanier-de Wit | 4 juni 1946   | 27 januari 1948 |
| A.H.W. Hacke        | 4 juni 1946   | 23 januari 1948 |
| F. den Hartog       | 4 juni 1946   | 27 januari 1948 |
| C.J. van Kempen     | 14 maart 1946 | 3 juni 1946     |
| H.A. Korthals       | 4 juni 1946   | 27 januari 1948 |
| G. Vonk             | 4 juni 1946   | 27 januari 1948 |